# Bazuel
Bazuel là một xã ở tỉnh Nord trong vùng Hauts-de-France, Pháp.